# Бочин, Леонид Арнольдович
Леони́д Арно́льдович Бо́чин (род. 11 июля 1949, Коростень, Житомирская область) — Председатель Государственного комитета Российской Федерации по антимонопольной политике и поддержке новых экономических структур (23 декабря 1992 — октябрь 1997).

## Биография
Леонид Арнольдович Бочин родился в городе Коростень Житомирской области 11 июля 1949 года.

### Образование
- в 1971 году окончил Новосибирский государственный университет[3] (кафедра экономической кибернетики)
- кандидат экономических наук[когда?].

### Карьера
- 1978—1990 годы — старший, затем ведущий научный сотрудник Всесоюзного института изучения конъюнктуры и спроса Министерства торговли СССР.
- 1988 год — Вице-президент федерации обществ потребителей СССР на общественных началах.
- 1990—1992 годы — заместитель председателя Государственного комитета Российской Федерации по антимонопольной политике и поддержке новых экономических структур.
- 1992—1997 годы — Председатель Государственного комитета Российской Федерации по антимонопольной политике и поддержке новых экономических структур — член Правительства РФ.
- 1997—2010 годы — Министр Правительства г. Москвы — Руководитель Департамента природопользования и охраны окружающей среды.
- 2008—2022 годы — заведующий кафедрой «Экология мегаполисов», руководитель магистерских программ РХТУ.

### Публикации[4]
- БОЧИН Л.А., ВОССТАНОВИТЬ СТРАНИЦЫ КРАСНОЙ КНИГИ…// РЕГИОНАЛЬНАЯ ЭКОНОМИКА: ТЕОРИЯ И ПРАКТИКА, ООО «Издательский дом ФИНАНСЫ и КРЕДИТ», 2004, с.60-66, ISSN: 2073—1477
- Бочин Л. А. ЭКОЛОГИЯ СТОЛИЦЫ: ПРОБЛЕМЫ И РЕШЕНИЯ, Национальные интересы: приоритеты и безопасность. 2007. Т. 3. № 2 (11). С. 47-48.
- Бочин Л. А., ПОЛИТИКА ГОСУДАРСТВА ПО УСТОЙЧИВОМУ РАЗВИТИЮ — ДЕКЛАРАЦИИ И РЕАЛЬНОСТЬ (ЗАМЕТКИ ОБ ОТЛОЖЕННОМ ДОЛГЕ ПОТОМКАМ),Вестник российского химико-технологического университета имени Д. И. Менделеева: Гуманитарные и социально-экономические исследования. 2015. Т. 2. № 6. С. 77-93.
- Бочин Л. А., МАРКИРОВКА ПРОДУКЦИИ КАК ИНСТРУМЕНТ ОБЕСПЕЧЕНИЯ БЕЗОПАСНОСТИ, Вестник российского химико-технологического университета имени Д. И. Менделеева: Гуманитарные и социально-экономические исследования. 2015. Т. 2. № 6. С. 119—135.;
- Бочин Л. А. Честная экология. — М.: ГИИ, 2016. — 303 с.
- Леонид Бочин Никогда такого не было и вот опять.. некоторые воспоминания о конкуренции в России. — М.: Прогресс-Традиция, 2019. — 261, [2] с. : ил., портр. ISBN 978-5-89826-581-6

### Факты
- 29.01.1997 г. отправлен в отставку постановлением Правительства РФ с формулировкой «в связи с переходом на другую работу».
  - Оспорил освобождение от должности.
  - Указом Президента России[источник не указан 128 дней] был восстановлен в должности Председателя ГКАП;
  - в тот же день написал заявление об освобождении от должности, поскольку уже был назначен на должность в Правительство города Москвы.
- Генеральный директор благотворительного фонда «Экология для всех» на общественных началах.

## Личная жизнь
- Женат;
  - дочь.